# Ciklotron
Ciklotron (Ernest Orlando Lawrence, 1932.) je akcelerator čestica koji ubrzava čestice izmjeničnim električnim poljem između dviju elektroda u obliku slova D, smještenih u vakuumskoj komori između polova velikoga i snažnoga magneta. Dvije elektrode oblika slova D posložene su tako da čine okrugli oblik. Čestice se u konstantnom magnetskom polju, brzinom malenom prema brzini svjetlosti, gibaju se kružnom frekvencijom koja je određena indukcijom magnetskoga polja, ali neovisna o svojoj energiji. Kada se na elektrode dovede električni napon iste frekvencije, čestice počnu sinkrono ulaziti u prostor između elektroda, tako da se pri svakom prolazu ubrzaju. Kako rastu brzina i energija čestica, polumjer se njihove staze povećava i ona je spiralna. Kada snop čestica dosegne rub komore, staza mu se s pomoću stalnog električnog polja svine tako da čestice izlaze iz akceleratora, pa se dobiva vanjski ciklotronski snop. Najveća energija deuterona ubrzanih u klasičnom ciklotronu iznosi oko 25 MeV.
Ciklotron se 1950-ih gradio i u Institutu "Ruđer Bošković" u Zagrebu, gdje je u to doba postojala jaka elektroindustrija na čelu s tvornicama "Rade Končar" i RIZ-om. Idejni je projekt, nakon početnih dogovora iz 1949., razradio T. Bosanac, voditelj gradnje bio je M. Lažanski, a konstrukciju pojedinih većih dijelova vodio je E. Boltezar. Gradnja je trajala do 1961., kada je ciklotron pušten u rad. Promjer njegove ubrzivačke komore bio je 1 400 mm, magnetska indukcija u njoj bila je 1,4 T, a magnet je imao masu 82 tone. Čestice za ubrzavanje, ioni, stvarali su se ionizacijom plina električnim lukom u anodnoj komori. Napon za ubrzavanje čestica davao je visokofrekventni oscilator frekvencije oko 10 MHz, s pomoćnim visokofrekventnim generatorom. Glavna oscilatorska cijev po konstrukciji je vodom hlađena, rastavljiva trioda s uzemljenom rešetkom izrađena prema projektu T. Bosanca. Ciklotron je mogao ubrzati protone do energije od 8 MeV, a deuterone do 16 MeV. Najviše se upotrebljavao za proizvodnju radionuklida za medicinske svrhe (radioterapija). Godine 1973. započela je proizvodnja galijeva radionuklida 67Ga, dvije godine poslije i kriptonova radionuklida 81mKr, oba za medicinsku dijagnostiku, a zatim i drugih radionuklida za znanstvena istraživanja.

## Način rada
Ciklotron je akcelerator čestica kod koga se projektilima mogu dati umjetnim putem brzine koje odgovaraju električnim naponima od nekoliko milijuna volti pomoću razmjerno niskog napona od nekoliko desetaka tisuća volta. 
Glavni dio ciklotrona je jedan golemi elektromagnet među čijim polovima vlada vrlo jako magnetsko polje. U tom se polju nalazi šuplja, hermetički zatvorena kutija u obliku plosnatog valjka od mjedi. Kutija je napunjena rezrijeđenim plinom čije se jezgre upotrebljavaju kao projektili. U toj kutiji nalazi se komora za ubrzavanje koja se sastoji od dviju poluvaljkastih šupljih kutija, takozvana duanata. Oba duanata su odijeljena jedan od drugoga uskim procijepom, širokim oko 3 centimetra. Svaka polovina je dobro međusobno izolirana kao i prema vanjskoj kutiji. Oba su duanata spojena s polovima visokofrekventnog izmjeničnog napona od nekoliko tisuća volti, na primjer oko 40 000 V. Zbog toga u procijepu između tih šupljih polovina vlada izmjenično električno polje kojemu se jakost mijenja s naponom. U sredini procijepa nalazi se užarena žica koja služi kao izvor elektrona. Ti elektroni ioniziraju razrijeđeni plin i stvaraju mnoštvo protona, deuterija ili alfa-čestica, već prema tome da li se u kutiji nalazi obični vodik, teški vodik (deuterij) ili helij. 
Zamislimo da je magnetsko polje upereno okomito na ravninu papira. Neka je gornja polovina negativna, a donja pozitivna. Električno polje koje odgovara tom naponu vlada samo u uskom procijepu među objema duantima, dok ga nema u unutrašnjosti duanata. Proton koji se u određenom trenutku nalazi u procijepu, gibat će se pod utjecajem električnog napona i dobivenom brzinom uletjeti u duant gdje nema električnog polja. Kako na njega djeluje i magnetsko polje, to će mu se staza saviti u krug. Frekvencija izmjeničnog napona je baš takva da se smjer napona promijeni u protivan kada proton proleti polovinu svoje kružne staze, to jest kada iz duanta dođe na rub procijepa. Ovdje na proton već djeluje izmijenjeni napon, pa mu poveća brzinu kao prije. S tom povećanom brzinom proton uđe u drugi duant, a magnetsko polje zakrivi mu stazu u polukrug većeg promjera. 
Taj se proces nastavlja dalje, i proton dobiva razmjerno toliko energije koliko puta projuri kroz procijep. Ako je na primjer napon među duantima 40 000 V, a proton je proletio sto puta kroz procijep, on će na kraju imati energiju koju bi mu dao napon od 40 000∙100 = 4 000 000 volti. Staza protona ima oblik spirale kojoj su uzvoji sve gušći. Na kraju puta proton dođe do negativne otklonske pločice koja se zove deflektor, pa mu se staza promijeni i on izleti kroz prozorčić od vrlo tankog aluminijskog listića. Na taj način dobiva se iz ciklotrona snažan mlaz čestica koje imaju veliku kinetičku energiju. Takav mlaz projektila ulazi zatim u prostor za istraživanje i udara u pločicu elementa čije atome želimo razbijati. Izlazi li iz ciklotrona mlaz deuterija ili alfa-čestica i stavimo li pred prozorčić tvar iz koje deuterij izbija neutrone (led teške vode, litij ili berilij), dobit ćemo vrlo jaki izvor neutrona. 
Ciklotron izrađen u Berkleyu, Kalifornija sadrži 4 000 tona čelika i 300 tona bakra, a daje toliku množinu neutrona koliku bi dalo 49 000 kilograma radija. Svjetska proizvodnja radija prije Drugog svjetskog rata iznosila je 40 grama godišnje. Akceleratori za elektrone zovu se betatroni. 
Kad se uranij bombardira neutronima, neutron dosta lako prodire u uranijevu jezgru i ona ga apsorbira. Time se atomska masa povećava za jedinicu i od uranija-238 nastane novi element 239 koji iz sebe izbaci elektron, jer se neutron u jezgri pretvorio u proton. Električni naboj jezgre se povisi za jedinicu i nastane novi, još nepoznati kemijski element u prirodi s rednim brojem 93 i atomskom masom 239. Taj je element dobio ime neptunij. Utvrdilo se da i neptunij nije stabilan, već i on izbacuje iz sebe elektron zbog pretvaranja neutrona u proton. Rezultat je novi element rednog broja 94 i atomske mase 239, a zove se plutonij. Na taj su način ljudi došli do novih elemenata kojih u prirodi nema. Jedanaest elemenata koji po atomskoj masi dolaze iza uranija zovu se transurani. To su 93Np (neptunij), 94Pn (plutonij), 95Am (americij), 96Cm (kirij), 97Bk (berkelij), 98Cf (kalifornij), 99E (ajnštajnij), 100Fm (fermij), 101Md (mendelevij), 102Nb (nobelij), 103Lw (lorensij).

### Polumjer zakrivljenosti čestica
Ciklotron se sastoji od velikog magneta i dvije polukružne šuplje elektrode koje su smještene između polova magneta (s malim razmakom jedna od druge), te kada se gledaju odozgo imaju oblik slova D pa se nazivaju D-elektrode. One su priključene na izvor izmjeničnog napona – svaka na jedan pol.
Prostor unutar ciklotrona je zrakoprazan (vakuum) kako se čestice koje se ubrzavaju ne bi sudarale i skretale s putanje. U sredini je izvor čestica. Kada čestica uleti u prostor između elektroda, pušta se električna struja, stvara se električno polje zbog različitog naboja pojedine elektrode te se elektron ubrzava prema onoj suprotnog pola. U samoj elektrodi nema električnog polja te se čestica (elektron, proton) giba polukružno pod utjecajem magnetskog polja. Polumjer gibanja se dobije po jednadžbi:
{\displaystyle r={\frac {m\cdot v}{B\cdot q}}}
gdje je: m - masa čestice, B - magnetska indukcija, q - električni naboj čestice, v - brzina čestice.
Kada se čestica primakne izlazu iz elektrode promijeni se polaritet elektroda (izmjeničnim izvorom) te se čestica pod utjecajem električnog polja ubrzava prema suprotnoj elektrodi. Taj proces se neprestano ponavlja. Tijekom vremena čestica se kreće sve brže i s većim polumjerom. Na određenom mjestu se nalazi otklonska pločica koja vlastitim magnetskim poljem usmjeri česticu prema izlazu (rupici mikroskopskog promjera).

## Primjene
Akceleratori čestica se koriste za specijalizirana istraživanja u nuklearnoj fizici, kemiji i medicini. Ciklotron se koristi za liječenje raka takozvanom terapijom protonima koji radijacijom (zračenjem) uništavaju tumor. Određene primjene ima i u mikroelektronici. Najpoznatiji akcelerator čestica sagrađen u zadnje vrijeme je CERN-ov akcelerator čestica (Veliki hadronski sudarivač), opsega 26 659 metara, s ugrađenih 150 milijuna senzora koji prikupljaju podatke 40 milijuna puta u sekundi.

## Gibanje elektrona u magnetskom polju
Dok se električni naboji ne kreću, na njih magneti ne djeluju. No kad elektron projuri pored magneta, njegova staza se savija. Opaža se da magnet djeluje to jače što se elektron brže kreće. Sila je sukladna (proporcionalna) brzini elektrona. Ta sila vezana je najuže s elektricitetom, pa je prema tome sukladna i električnom naboju elektrona. Pored toga, razumije se, jači magnet djelovat će jače, slabiji - slabije. Kao i kod električnih pojava, tako ćemo i ovdje uzeti da u prostoru oko magneta postoji neko polje. To magnetsko polje označit ćemo s H. Sila magneta na elektron, prema tome, sukladna je umnošku magnetskog polja H, električnom naboju e i brzini v:
{\displaystyle F={\mbox{konstanta}}\cdot e\cdot v\cdot H}
Pokusima se također opaža da sila ovisi i o tome u kojem smjeru elektron presijeca magnetsko polje. Ona je najveća kad brzina elektrona stoji okomito na magnetsko polje. Za magnetsko polje uzimamo istu dimenziju kao i za električno polje. Prema tome konstanta sukladnosti (proporcionalnosti) mora imati dimenziju v-1:
{\displaystyle F={\frac {1}{c}}\cdot e\cdot v\cdot H}
Za konstantu sukladnosti stavljamo obrnutu vrijednost brzine svjetlosti. Time postižemo slaganje s magnetostatski određenim poljem iz Coulombova zakona.
Važno svojstvo sile magnetskog polja na elektron jest da djeluje uvijek okomito na smjer gibanja elektrona. Ona nastoji elektron zakrenuti. Sila stoji okomito na vektor brzine. Osim toga, sila stoji okomito i na smjer magnetskog polja. Magnetsko polje ima smjer od pozitivnog pola do negativnog, dakle, odozdo prema gore. Elektron se kreće slijeva nadesno. Sila na elektron ima tada smjer prema natrag. Sila koja djeluje uvijek okomito na smjer brzine svija stazu čestice u kružnicu. Vidjeli smo da se planet vrti u kružnicu u kojoj sila ima smjer polumjera. Isto tako zadobiva elektron u magnetskom polju ubrzanje okomito na svoju brzinu. To ubrzanje jednako je v2/r. Newtonov zakon za gibanje elektrona u konstantnom, homogenom magnetskom polju glasi:
{\displaystyle {\frac {m\cdot v^{2}}{2}}={\frac {1}{c}}\cdot e\cdot v\cdot H}
Odatle možemo proračunati impuls ili brzinu elektrona u magnetskom polju ako je izmjeren polumjer i magnetsko polje.
{\displaystyle m\cdot v={\frac {e}{c}}\cdot r\cdot H}
{\displaystyle r={\frac {c\cdot m\cdot v}{e\cdot H}}}
Zadnja jednadžba nam omogućuje da mjereći polumjer kružnice odredimo brzinu elektrona. Polumjer kružnice je to veći ili zakrivljenost staze je manja, što elektron ima veću brzinu. Brzi elektroni ostavljaju gotovo pravocrtne staze, dok sasvim spori opisuju kružnice malog polumjera.
Smjer magnetske sile ovisi o predznaku električnog naboja. Kad se proton s istom brzinom, kao i elektron, kreće u magnetskom polju, tada na njega djeluje jednako jaka sila, ali suprotnog smjera. Savija li se staza elektrona prema gore, tada se protonova staza savija prema dolje. Važno je pri tom da sila magnetskog toka ne ovisi o masi električne čestice.
Istraživanje kozmičkih zraka u magnetskom polju Wilsonove komore dovelo je i do nove elementarne čestice - pozitrona. 1932. opazio je C. D. Anderson u Wilsonovoj komori čestice koje su ostavljale jednake staze kao i elektroni. Morale su, dakle, imati istu masu. Međutim, u magnetskom polju te su se čestice savijale u obratnom smjeru od elektrona. Anderson je odmah ispravno protumačio da se tu radi o novim, dotad nepoznatim česticama, koje imaju istu masu kao elektron, ali pozitivan električni naboj. Nove čestice dobile su po tome ime pozitron. Pozitroni imaju sva svojstva kao i elektron, samo suprotan jednako veliki električni naboj. 
Silu magnetskog polja na brzi elektron možemo opisati vektorskim produktom. Kako smo vidjeli, sila stoji okomito na magnetsko polje i brzinu elektrona. Osim toga ta je sila najveća kad brzina elektrona okomito siječe magnetsko polje. Juri li naprotiv elektron paralelno sa smjerom magnetskog polja, na njega ne djeluje nikakva sila. Sila na elektron sukladna (proporcionalna) je umnošku:
{\displaystyle F\approx v\cdot H\cdot \sin \phi }
gdje je: φ - kut između brzine v i magnetskog polja H. No to je upravo iznos vektorskog umnoška v i H. Magnetsku silu na elektron možemo, dakle, pisati u vektorskom obliku:
{\displaystyle {\vec {F}}={\frac {e}{c}}\cdot {\vec {v}}\times {\vec {H}}}
Ova jednadžba može nam poslužiti za određenje magnetskog polja. Prema novijim shvaćanjima nema neke magnetske "tvari", pa se magnetske sile ne mogu prikazati kao umnošci "magnetskih naboja" i magnetskih polja. No ipak nas to ne sprečava da uvedemo magnetsko polje s istom fizičkom dimenzijom kao električno polje. Ono što se neposredno može mjeriti jest električni naboj i brzina elektrona te sila na elektron. U pokusu vidimo da sila stoji okomito na brzinu. U kom smjeru treba sad povući magnetsko polje? Očito, iz jednoznačnosti izlazi smjer polja okomit na smjer brzine i sile. Vidimo da mjerenjem sile, električnog naboja i brzine čestice možemo u svakoj točki prostora utvrditi magnetsko polje prema zadnjoj jednadžbi. 
Time što smo u zakonu sile za konstantu sukladnosti stavili e/c, odredili smo i jedinicu magnetskog polja. Tako određena jedinica podudara se s onom što je dobivamo iz Coulombova zakona o sili između dva točkasta magnetska pola. I u znanosti o magnetizmu možemo općenito silu prikazati kao umnožak "magnetskog naboja" i polja. Za jedinicu magnetskog polja uzimamo ono polje koje na jedinični magnetski naboj djeluje silom od jednog njutna (N). Ova mjerna jedinica magnetskog toka zove se veber (W). 

### Gradnja ciklotrona
Savijanje električki nabijenih čestica u magnetskom polju iskoristio je Lawrence za gradnju ciklotrona. Kod pokusa problem je bio, kako da se najjače ubrzaju protoni, alfa-čestice ili drugi ioni. Za ubrzanje služe električni naponi. No ti naponi ne mogu se proizvesti po volji veliki. Lawrence je došao na ideju da električne čestice pusti nekoliko puta proći isti električni napon. Da vrati čestice na isti električni napon, on je njihove staze savio vrlo jakim magnetskim poljem. Između magnetskih polova nalazi se prostor iz kojeg je isisan zrak i zatim od njegova središta bivaju pušteni ioni koje želimo ubrzati. Za ubrzanje služe elektrode s visokofrekventnim naponom. Nabijene čestice prođu kroz elektrodu suprotnog naboja i opisuju zatim u magnetskom polju polukružnicu i vrate se natrag do iste elektrode. Međutim, napon je sada, suprotan i čestice bivaju ubrzane na drugu stranu, gdje opet opisuju polukružnicu, naravno, sad s većim polumjerom. Važno je pri tom da je vrijeme u kojem čestica obiđe polukružnicu neovisno o polumjeru. Može se izračunati vrijeme prolaza čestice polukružnice:
{\displaystyle t={\frac {r\cdot \pi }{v}}={\frac {m\cdot c\cdot \pi }{e\cdot H}}}
Kod dane mase iona može se magnetsko polje ili frekvencija uvijek tako odabrati da ioni stalno budu ubrzani izmjeničnim naponom elektroda.
Ciklotron nije podesan za ubrzanje elektrona. Kad se brzina elektrona približava brzini svjetlosti, masa elektrona naglo raste. Brži elektron treba više vremena da opiše polukružnicu. Prema tome elektron ne stiže u "pravi trenutak" do elektrode. Zbog toga upotrebljavaju se za dobivanje brzih elektrona specijalni aparati, betatroni, koji se osnivaju na Faradayevu zakonu indukcije.
Povećanje mase od značenja je i za brze ione. Ali to povećanje nije tako znatno i može se prilagoditi magnetskim poljem. Što ion ima veću brzinu, kreće se u kružnici s većim polumjerom. Magnetsko polje od središta prema obodu može se tako povećavati da omjer H/m ostane konstantan. Čestice se tada iza jednakog vremena vrate k elektrodi, i izmjenični napon stalno ih ubrzava.

## Vanjske poveznice
- Zagrebački ciklotron[neaktivna poveznica]
- Informacije
- Simulacija ciklotrona  Arhivirana inačica izvorne stranice od 17. listopada 2012. (Wayback Machine)